# La Granja, Chile
La Granja este un oraș și comună din provincia Santiago, regiunea Metropolitană Santiago, Chile, cu o populație de 132.520 locuitori (2012) și o suprafață de 10,1 km2.